# Griffithville (Arkansas)
Griffithville est un village situé dans l’État américain de l'Arkansas, dans le comté de White.